# Cheilodactylus vestitus
Cheilodactylus vestitus är en fiskart som först beskrevs av Castelnau, 1879.  Cheilodactylus vestitus ingår i släktet Cheilodactylus och familjen Cheilodactylidae. Inga underarter finns listade i Catalogue of Life.